# مانابو ناکانیشی
مانابو ناکانیشی (انگلیسی: Manabu Nakanishi؛ زادهٔ ۲۲ ژانویهٔ ۱۹۶۷) کشتی‌گیر کشتی حرفه‌ای و کشتی‌گیر المپیکی اهل ژاپن بود.